# Black 47
Black 47 est un groupe de Punk celtique fondé en 1989. Il est connu pour user d'influences très variées dans sa musique, telles que Reggae, le Hip-hop ou le Jazz.
Le nom du groupe fait référence à la grande famine, qui a sévi en Irlande entre 1845 et 1849.

## Discographie
- 1989 - Home of the Brave/Live in London
- 1991 - Black 47
- 1992 - Black 47 (EP)
- 1993 - Fire of Freedom
- 1994 - Home of the Brave
- 1996 - Green Suede Shoes
- 1999 - Live in New York City
- 2000 - Trouble in the Land
- 2001 - On Fire (live)
- 2004 - New York Town
- 2005 - Elvis Murphys' Green Suede Shoes
- 2006 - Bittersweet Sixteen
- 2008 - Iraq
- 2010 - Bankers and Gangsters
- 2014 - Last Call

## Membres du groupe
- Geoffrey Blythe : saxophone ténor, saxophone soprano, clarinette
- Joe Burcaw : guitare basse, voix
- Thomas Hamlin : batterie, percussions
- Larry Kirwan : voix, guitare
- Joseph Mulvanerty : uilleann pipes (cornemuse irlandaise), flûte, bodhrán
- Fred Parcells : trombone, tin whistle

Anciens membres
- Chris Byrne : uilleann pipes, tin whistle, bodhrán et voix (1989–2000)
- David Conrad : guitare basse (1991–1993)
- Kevin Jenkins : guitare basse (1993–1995)
- Andrew Goodsight: guitare basse (1995–2006)